# 아르코 (밴드)
아르코(Arco)는 영국의 모던 락 밴드이다. 이들의 음악은 대체적으로 느리고, 조용하며, 가사가 시적인 것이 특징이다. 한국에서는 MBC 드라마 커피 프린스 1호점의 오리지널 사운드트랙으로 이들의 곡 "alien" 과 "perfect world"가 사용되면서 밴드와 음악이 알려지기 시작했다.

## 멤버
- 크리스 힐리 : 보컬, 기타, 키보드
- 데이브 밀리건 : 베이스, 기타
- 닉 힐리 : 드럼

## 음반
EP
- longsighted - (1998)
- ending up - (1998)

정규앨범
- Coming to terms - (2000)
- Transparency (컴필레이션 음반) - (2002)
- Restraint - (2004)
- Yield - (2010)